# Adrianus Johannes Simonis
Adrianus Johannes Simonis (Lisse, Países Bajos, 26 de noviembre de 1931-Sassenheim, Países Bajos, 2 de septiembre de 2020) fue un cardenal y teólogo neerlandés; arzobispo emérito de Utrecht.

## Biografía
Perteneciente a una familia de once hijos. Terminados sus estudios en los seminarios de Hageveld y Warmond fue ordenado sacerdote el 15 de junio de 1957. Después trabajó en dos parroquias. Entre 1959 y 1966 estudió exégesis bíblica en el Angelicum de Roma, donde completó sus estudios con un doctorado.
El 29 de diciembre de 1970 fue nombrado obispo de Róterdam por el papa Pablo VI. La ordenación tuvo lugar el 20 de marzo de 1971.
El 27 de junio de 1983, fue nombrado arzobispo-coadjutor de Utrecht con derecho de sucesión a Johannes Willebrands. El 8 de diciembre de 1983 se incorporó como arzobispo. Desde entonces, fue presidente de la Conferencia Episcopal de los Países Bajos.
Como arzobispo, asumió el cargo de presidente de las Comisiones para la enseñanza y la educación y la religión. Fue nombrado Gran Canciller de la Universidad Católica de Nimega, desde donde defendió la doctrina católica sobre el matrimonio, la familia y el valor inviolable de la vida humana.
El 14 de abril de 2007 pasó a ser Arzobispo emérito de Utrecht.
Fue creado y proclamado cardenal por Juan Pablo II en el consistorio del 25 de mayo de 1985, con el título de San Clemente.
Fue miembro de las Congregaciones para los Institutos de Vida Consagrada y las Sociedades de Vida Apostólica y para la Educación Católica; y del Pontificio Consejo para la Promoción de la Unidad de los Cristianos.
Participó en el cónclave de 2005, en el que fue elegido Benedicto XVI. En el de 2013 no participó, por superar el límite de edad.